# Qui scribit, bis legit
Qui scribit, bis legit (chi scrive legge due volte) è un assioma latino. Significa che per comprendere meglio un testo è necessario trascriverlo, in quanto ciò equivale a leggerlo due volte.
Tale frase è considerata una regola di pedagogia la cui origine è antica.